# 拉蒂诺·加拉索
拉蒂诺·加拉索（義大利語：Latino Galasso，1898年8月25日—1949年7月29日），意大利男子赛艇运动员。他曾代表意大利参加1924年夏季奥林匹克运动会赛艇比赛，获得八人单桨有舵手铜牌。